# Leucanopsis truncata
Leucanopsis truncata är en fjärilsart som beskrevs av Rothschild 1922. Leucanopsis truncata ingår i släktet Leucanopsis och familjen björnspinnare. Inga underarter finns listade i Catalogue of Life.